# Heseler Wald (Naturschutzgebiet)
Heseler Wald ist der Name eines Naturschutzgebietes in der niedersächsischen Gemeinde Hesel im Landkreis Leer. Das Naturschutzgebiet ist nach dem gleichnamigen Wald benannt.

## Allgemeines
Das Naturschutzgebiet mit dem Kennzeichen NSG WE 308 ist rund 25 Hektar groß. Es ist nahezu deckungsgleich mit dem gleichnamigen FFH-Gebiet. Das Naturschutzgebiet ist vollständig von dem im August 1969 ausgewiesenen Landschaftsschutzgebiet „Heseler Wald und Umgebung“ umgeben und ersetzt dieses im Geltungsbereich der Naturschutzverordnung. Das Gebiet steht seit dem 16. Oktober 2018 unter Naturschutz. Zuständige untere Naturschutzbehörde ist der Landkreis Leer.

## Beschreibung
Das Naturschutzgebiet liegt nordöstlich von Leer innerhalb des auf einem flachwelligen Geestrücken liegenden, namensgebenden Waldgebietes. Es wird von einem Hainsimsen-Buchenwald mit hohem Anteil alter Stieleichen auf verlehmtem Sandboden gebildet. In den von Buchen beschatteten Bereichen fehlt eine Strauchschicht. In lichten Bereichen entwickelt sich dichter Buchenjungwuchs. Die Krautschicht wird z. B. von Drahtschmiele, Sauerklee und Dornfarn gebildet. Stellenweise sind Nadelwälder mit Lärche, Fichte und Douglasie ausgebildet. Diese sollen zu naturnahen Eichen- oder Buchenwäldern umgewandelt werden. Eine Teilfläche im Westen des Naturschutzgebietes wird ihrer natürlichen Entwicklung überlassen. Die sonstigen Waldbestände im Naturschutzgebiet werden forstwirtschaftlich unter Berücksichtigung des Naturschutzzweckes bewirtschaftet.
Das Naturschutzgebiet ist Lebensraum verschiedener Tier- und Pflanzenarten, darunter verschiedene Fledermäuse, Schwarz- und Mittelspecht und verschiedene Wirbellose.
Das Naturschutzgebiet ist nahezu vollständig von Waldgesellschaften des Heseler Waldes umgeben. Im Osten grenzt es an eine Grünlandfläche sowie an das Forsthaus Kloster Barthe. Durch das Naturschutzgebiet verlaufen mehrere Forstwege.